# Ivan Ufimtsev
Ivan Ufimtsev (russisk: Ива́н Васи́льевич Уфи́мцев) (født 15. januar 1928 i Jekaterinburg i Sovjetunionen, død 31. august 2010 i Moskva i Rusland) var en sovjetisk filminstruktør og skuespiller.

## Filmografi
- Losjarik (Лошарик, 1971)[1][2]